# Vranje
Vranje (cirill betűkkel Врање) városa az azonos nevű község székhelye Szerbiában, a Pcsinyai körzetben.

## Népesség
- 1948-ban 11 252 lakosa volt.
- 1953-ban 13 465 lakosa volt.
- 1961-ben 17 999 lakosa volt.
- 1971-ben 28 613 lakosa volt.
- 1981-ben 44 094 lakosa volt.
- 1991-ben 51 818 lakosa volt
- 2002-ben 55 052 lakosa volt, melyből 51 418 szerb (93,39%), 2 619 cigány (4,75%), 243 bolgár, 175 macedón, 92 jugoszláv, 68 montenegrói, 35 horvát, 22 muzulmán, 9 albán, 8 gorai, 6 magyar, 5 szlovén, 3 cseh, 2 bosnyák, 2 szlovák, 1 orosz, 1 román, 133 ismeretlen.

## A községhez tartozó települések
- Aleksandrovac (Vranje)
- Babina Poljana (Vranje)
- Barbarušince
- Barelić
- Beli Breg (Vranje)
- Bojin Del
- Bresnica (Vranje)
- Bujkovac
- Buljesovce
- Buštranje (Vranje)
- Viševce
- Vlase (Vranje)
- Vranjska Banja
- Vrtogoš
- Golemo Selo
- Gornja Otulja
- Gornje Punoševce
- Gornje Trebešinje
- Gornje Žapsko
- Gornji Neradovac
- Gradnja
- Gumerište
- Davidovac (Vranje)
- Dobrejance
- Donja Otulja
- Donje Žapsko
- Donje Punoševce
- Donje Trebešinje
- Donji Neradovac
- Dragobužde
- Drenovac (Vranje)
- Dubnica (Vranje)
- Duga Luka (Vranje)
- Dulan
- Dupeljevo
- Zlatokop
- Izumno
- Katun (Vranje)
- Klašnjice
- Klisurica (Vranje)
- Kopanjane
- Korbevac
- Korbul
- Koćura
- Kriva Feja
- Kruševa Glava
- Kumarevo (Vranje)
- Kupinince
- Lalince
- Leva Reka
- Lepčince
- Lipovac (Vranje)
- Lukovo (Vranje)
- Margance (Vranje)
- Mečkovac
- Mijakovce
- Mijovce
- Milanovo (Vranje)
- Milivojce
- Moštanica (Vranje)
- Nastavce
- Nesvrta (Vranje)
- Nova Brezovica
- Oblička Sena
- Ostra Glava
- Pavlovac (Vranje)
- Panevlje
- Pljačkovica
- Prvonek
- Prevalac
- Preobraženje (Vranje)
- Ranutovac
- Rataje (Vranje)
- Ribnice
- Ristovac
- Roždace
- Rusce (Vranje)
- Sebevranje
- Sikirje
- Slivnica (Vranje)
- Smiljević
- Soderce
- Srednji Del
- Stance
- Stara Brezovica
- Stari Glog (Vranje)
- Strešak
- Stropsko
- Struganica
- Studena (Vranje)
- Suvi Dol
- Surdul
- Tesovište
- Tibužde
- Toplac
- Trstena
- Tumba (Vranje)
- Ćukovac (Vranje)
- Ćurkovica (Vranje)
- Urmanica
- Uševce
- Crni Vrh (Vranje)
- Crni Lug (Vranje)
- Čestelin